# Mohammad Taghi Majidi
Mohammad Taghi Majidi (Rasht, 26 novembre 1911 – Teheran, 11 aprile 1979) è stato un generale iraniano, ucciso dal neo-nato regime islamico.
Le accuse contro Majidi, come elencato nel rapporto Amnesty International, furono: corruzione sulla terra; concorso in omicidio; tradimento.
Secondo il report di Amnesty, la validità delle accuse penali intentate contro l'imputato non può essere accertata in assenza delle garanzie fondamentali di un processo equo.